# 锡夫诺斯
锡夫诺斯（希臘語：Σίφνος）是希腊南愛琴大區米洛斯专区的市镇，行政中心为阿波罗尼亚村。市镇面积为73.94平方公里，2021年人口数量为2,777人。
此市镇包括整个锡夫诺斯岛及附近一个小岛。这些岛屿为基克拉泽斯群岛的一部分。